# انجل ریس
انجل ریس (انگلیسی: Angel Reese؛ زادهٔ ۶ مهٔ ۲۰۰۲) بازیکن حرفه‌ای بسکتبال اهل ایالات متحده آمریکا است که برای شیکاگو اسکای در اتحادیه ملی بسکتبال زنان بازی می‌کند. او با لقب‌های "Bayou Barbie" و "Chi Barbie" شناخته می‌شود. او در بسکتبال دانشگاهی برای تیم‌های بسکتبال زنان مریلند تراپینز و بسکتبال زنان ال‌اس‌یو تایگرز بازی کرده است.
ریس در آکادمی سنت فرانسیس در بالتیمور تحصیل کرد و در سال ۲۰۲۰ عنوان مک‌دونالدز آل-آمریکن را کسب کرد. او توسط ای‌اس‌پی‌ان به عنوان بازیکن شماره دو کلاس خود رتبه‌بندی شد. وی به عنوان بالاترین جذب تاریخ برنامه به تیم بسکتبال زنان مریلند تراپینز پیوست، اما فصل اول خود در تیم بسکتبال زنان مریلند تراپینز ۲۰۲۰–۲۱ را به دلیل شکستگی پای راست از دست داد. در سال دوم خود، او توسط آسوشیتد پرس به عنوان یک بازیکن آل-آمریکن تیم سوم انتخاب شد. در سال جونیور، ریس به ال‌اس‌یو منتقل شد و به‌عنوان آل-آمریکن تیم اول به‌طور یکپارچه انتخاب شد. او ال‌اس‌یو را به اولین قهرمانی ملی خود رساند و عنوان باارزش‌ترین بازیکن تورنمنت بسکتبال ان‌سی‌ای‌ای را کسب کرد. ریس رکورد اتحادیه ملی ورزش دانشگاهی را در تعداد دابل دابلهای یک فصل و رکورد کنفرانس جنوب شرقی (SEC) را در ریباندهای یک فصل ثبت کرد. در سال سنیور، او به عنوان بازیکن سال بسکتبال زنان کنفرانس جنوب شرقی (SEC) و یک آل-آمریکن انتخاب شد.
ریس با انتخاب هفتم در درافت WNBA 2024 توسط شیکاگو اسکای انتخاب شد. در فصل تازه‌کاری خود، او به عنوان ستاره WNBA شناخته شد و رکورد ریباند در یک فصل لیگ را شکست. در سطح بین‌المللی، او به تیم ملی بسکتبال زنان ایالات متحده آمریکا کمک کرد تا در جام آمریکاپ بسکتبال زنان فیبا ۲۰۲۳ مدال نقره کسب کند. در سال ۲۰۲۵، تصویر او روی جلد وگ ظاهر شد.

## زندگی
آنجل ریس در ۶ مه ۲۰۰۲ در رندلزتاون، مریلند از پدر و مادری به نام‌های آنجل و مایکل ریس به دنیا آمد. او از سنین پایین بسکتبال را از مادرش یادگرفت و در حیاط خانه‌شان با برادرش، جولیان ریس، بازی می‌کرد. ریس در یک لیگ تفریحی در شهرستان بالتیمور، مریلند شرکت کرد، جایی که مادرش نیز بازی می‌کرد. او به‌عنوان یکی از بهترین بازیکنان شهر شناخته شد و در تیم‌های بالاتر از گروه سنی خود و همچنین تیم‌های پسران موفق ظاهر شد. ریس در ابتدا در پست پوینت گارد بازی می‌کرد، اما پس از دو جهش رشدی تا سال اول دبیرستان، تغییر پست داد. در کنار بسکتبال، او در رقص باله، ژیمناستیک، شنا و دو و میدانی نیز فعالیت داشت.

## دبیرستان
ریس در آکادمی سنت فرنسیس در بالتیمور، مریلند تحصیل کرد، جایی که به مدت چهار سال عضو تیم واریسیتی بسکتبال تحت هدایت سرمربی جروم شلتون بود. اوایل دوران حرفه‌ای خود، هم‌تیمی بازیکن آینده‌دار WNBA یعنی نیا کلودن بود. به دلیل قد و توانایی‌های ورزشی‌اش، می‌توانست در هر پنج پست بازی کند و در میانه فصل اول خود وارد ترکیب اصلی شد. به عنوان یک تازه‌وارد، ریس به‌طور میانگین ۱۱٫۱ امتیاز (بسکتبال) و ۱۱ ریباند در هر بازی کسب کرد و به تیم اول آل-مترو از The Baltimore Sun راه یافت. او تیمش را به قهرمانی در مسابقات انجمن ورزشی بین مدرسه ای مریلند (IAAM) در دسته A رساند و فصل را با رکورد الگو:Win-loss record به پایان رساند. تیم او تنها شکست خود را در نیمه‌نهایی مسابقات ملی دبیرستان‌ها برابر تیم آکادمی مسیحی همیلتون هایتس متحمل شد، جایی که ریس ۲۰ امتیاز، ۲۴ ریباند به دست آورد و یک حرکات بسکتبال با بازر بیتر انجام داد تا بازی را به وقت اضافه بکشاند. او به تیم منتخب تورنمنت ملی دبیرستان‌ها راه یافت.

## دوران کالج

### فصل اول (فرشمن)
ریس در اولین فصل خود در ترکیب اصلی تیم مریلند به‌عنوان یک فوروارد قدرتی بازی کرد. با وجود تازه‌وارد بودن، او به دلیل مهارت‌های رهبری‌اش مورد تمجید مربی برندا فریس قرار گرفت. فریس او را به همراه Ashley Owusu و دیاموند میلر به‌عنوان بخشی از «بیگ تری» تیم در نظر گرفت.
در ۲۷ نوامبر ۲۰۲۰، ریس اولین بازی خود را برای مریلند انجام داد و با کسب ۲۰ امتیاز و ۹ ریباند، تیمش را به پیروزی ۹۴–۷۲ مقابل دیویدسون در چالش گلف کوست هدایت کرد.
در چهارمین بازی خود در ۳ دسامبر برابر تاوسون، او دچار شکستگی جونز در پای راستش شد و به دلیل فرود نامناسب، برای مدت سه ماه از میدان‌ها دور ماند.
پس از جراحی، او در ۲۳ فوریه ۲۰۲۱ به میدان‌ها بازگشت و در ادامه فصل به‌عنوان بازیکن ذخیره وارد زمین شد. او به مریلند کمک کرد تا قهرمانی همایش ۱۰تای بزرگ در فصل عادی و تورنمنت را کسب کند.
در پایان فصل عادی، او به تیم منتخب تازه‌واردان همایش ده بزرگ (Big Ten All-Freshman Team) انتخاب شد.
در ۲۴ مارس ۲۰۲۱، در دور دوم تورنمنت بسکتبال زنان NCAA 2021، ریس ۱۹ امتیاز کسب کرد و به تیم مریلند کمک کرد تا با نتیجه ۱۰۰–۶۴ برابر آلاباما پیروز شود و به مرحله سوییت ۱۶ صعود کند. اما در مرحله سوییت ۱۶، تیم او در یک شکست نزدیک با نتیجه ۶۴–۶۱ مغلوب تگزاس شد.